# Capsule à percussion

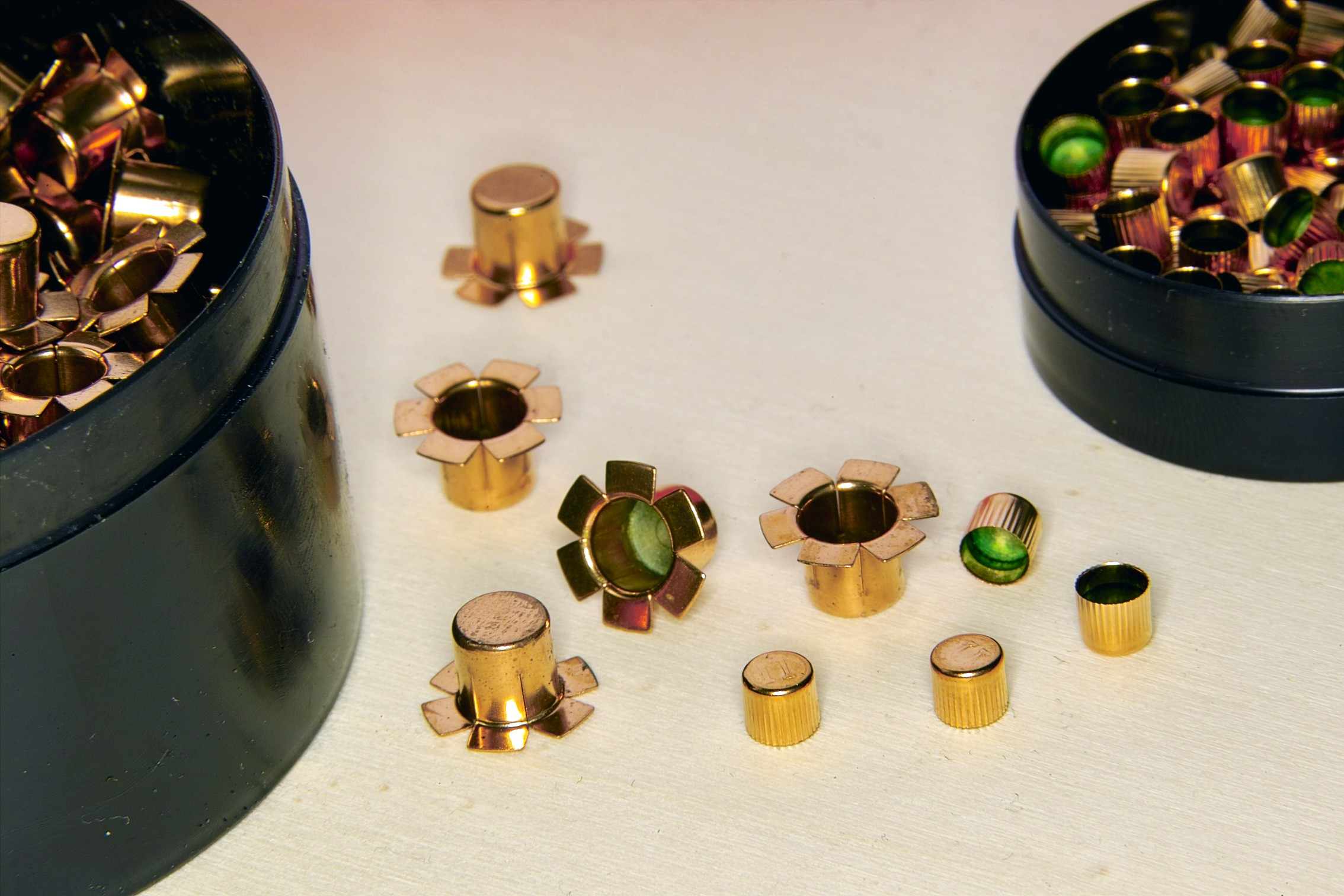
Les capsule à percussion ont différentes tailles adaptées aux cheminées.

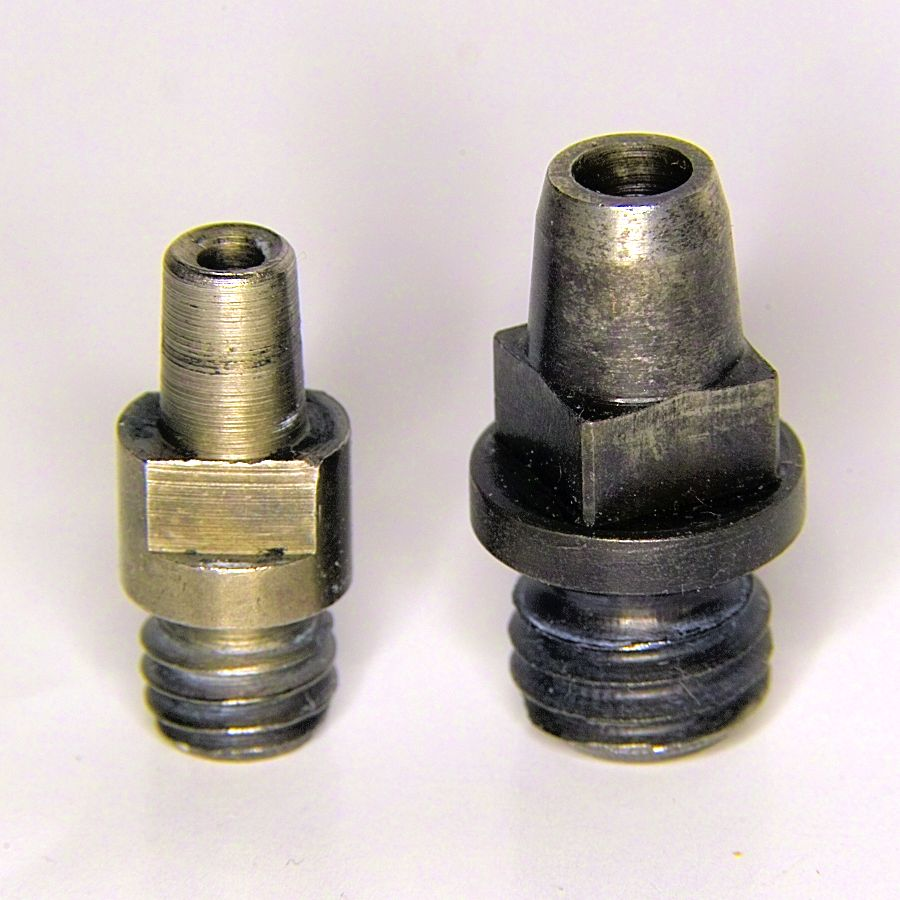
Cheminée pour amorces à percussion de 4.5 mm et 6 mm.

La capsule à percussion ou amorce à percussion, introduite à partir du début des années 1820, est un dispositif d'allumage et de mise à feu à percussion à usage unique pour des armes à feu à chargement par la bouche, leur permettant de tirer de manière fiable dans toutes les conditions météorologiques. Cette invention a déterminé la naissance du mécanisme à percussion ou système de verrouillage à percussion utilisant des capsules à percussion frappés par un marteau pour déclencher la charge de poudre à canon dans la chambre des fusils à percussion. Toute arme d'épaule dotée d'un mécanisme de verrouillage du capuchon et d'un canon rayé est une carabine/fusil à percussion.

## Description

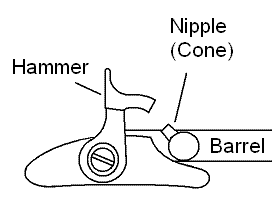
Tous les mécanismes caplock reposent sur un impact du marteau sur l'amorce.

L'amorce ou la capsule est un petit cylindre de cuivre ou de laiton avec une extrémité fermée. À l'intérieur de l'extrémité fermée se trouve une infime quantité de matériau explosif sensible aux chocs tel que le fulminate mercurique (découvert en 1800; c'était le seul élément détonant fiable, utilisé à partir de 1850, jusqu'au au début du XXe siècle ).
Le mécanisme se compose d'un marteau et d'une cheminée. La cheminée se compose d'un conduit creux qui pénètre dans la partie la plus en arrière du canon de l'arme (revolver, fusil ou carabine) et la capsule est placée sur le trou de cette cheminée. Le fait d'appuyer sur la queue de détente libère le marteau, qui frappe la capsule contre la cheminée (qui sert d'enclume), l'écrase et fait exploser le fulminate de mercure à l'intérieur, ce qui libère des étincelles qui traversent la cheminée dans le canon et enflamment la charge de poudre principale.
Les capsules ont été fabriquées en petites tailles pour les revolvers, mais aussi, dans une plus grande taille pour les fusils et les mousquets.

## Origines
Les armes à feu antérieures utilisaient des platines à silex. Le principe était qu'un morceau de silex frotte contre la batterie en acier produisant des étincelles pour enflammer une charge de poudre d'amorçage contenue dans le bassinet et ainsi enflammer la charge de poudre principale. Le mécanisme à silex a remplacé les anciens systèmes d'allumage tels que la platine à mèche et la platine à rouet, mais tous, y compris la platine à silex, étaient sujets à des ratés par temps humide car l'humidité empêche de produire une étincelle.
La découverte des fulminates a été faite par Edward Charles Howard (1774–1816) en 1800, Ces composés chimiques, notamment le fulminate de mercure, ont comme propriété qu'il explose à la suite d'un choc, ce qui peut permettre de générer une flamme ou des étincelles. c'est cette invention qui a rendu possible la création de la capsule à percussion utilisant les fulminates. Ce concept a été breveté par le révérend Alexander John Forsyth de Belhelvie, Aberdeenshire, en Écosse, en 1807 Un système de percussion rudimentaire a été inventé par Forsyth, pour le domaine de la chasse, comme une solution au problème des oiseaux qui s'enfuyaient lorsque la fumée soufflait depuis le bassinet de son fusil à silex, leur donnant un avertissement suffisant pour échapper au tir. Ce premier système de verrouillage à percussion fonctionnait de manière presque identique aux armes à feu à silex et utilisait une amorce fulminante faite de fulminate de mercure, de chlorate de potasse, de soufre et de charbon de bois, enflammée par un choc sur la capsule,. Son invention d'un mécanisme de tir utilisant une amorce au fulminate a privé les oiseaux de l'alerte précoce par la fumée, à la fois en évitant la bouffée de fumée initiale du bassinet à poudre des armes à silex, ainsi qu'en raccourcissant l'intervalle entre la pression sur la détente et le tir quittant le canon. Forsyth a breveté son système d'allumage "scent bottle" en 1807. Cependant, ce n'est qu'après l'expiration des brevets de Forsyth que le système de la capsule à percussion conventionnel a été développé. Joseph Manton a inventé un précurseur de la capsule à percussion en 1814, composé d'un tube de cuivre qui explosait lorsqu'il était écrasé Cela a été développé en 1822 par l'artiste américain d'origine anglaise Joshua Shaw, sous la forme d'une coupe en cuivre remplie de fulminates.
Les premières armes à percussion spécialement conçues étaient des pièces de chasse commandées par des chasseurs à l'époque de la Régence en Angleterre. En raison de la compacité du mécanisme et de sa fiabilité supérieure par rapport au silex, les armuriers ont pu fabriquer des pistolets et des armes d'épaule à deux canons. Les premières armes de poing avec deux canons ou plus et un seul verrou sont connues sous le nom de pistolets à retournement ou twister, en raison de la nécessité de faire pivoter manuellement le deuxième canon pour l'aligner avec le marteau. Avec l'ajout d'un troisième canon et d'un cliquet pour faire tourner mécaniquement les canons tout en armant le marteau, ces pistolets caplock ont évolué pour devenir le revolver à poivrière dans les années 1830.
Ce système offrait de nombreuses améliorations par rapport au silex. Le caplock était plus facile et plus rapide à charger, plus résistant aux conditions météorologiques et surtout plus fiable que les système à silex ou a mèche. À la suite de cette innovation, de nombreuses armes à silex plus anciennes seront ensuite été converties en caplocks afin de pouvoir tirer partie de ces fonctionnalités

## Développements en parallèle
Joshua Shaw est parfois crédité (principalement par lui-même) du développement de la première capsule métallique à percussion en 1814, une première version réutilisable en fer fut créée, puis une jetable en étain en 1815 et enfin un en cuivre en 1816. Cependant, il n'y a aucune preuve indépendante de cela puisque Shaw a été informé qu'il ne pouvait pas le breveter en raison du brevet d'Alexander Forsyth pour l'utilisation de fulminates pour allumer des armes à feu en vigueur entre 1807 et 1821. Shaw dit qu'il n'a partagé le développement de son innovation qu'avec quelques associés (armuriers et autres) qui ont juré de garder le secret et n'ont jamais fourni d'affidavits à une date ultérieure. L'affirmation de Shaw d'avoir été l'inventeur reste obscure et  controversée car il n'a breveté l'idée qu'en 1822, après avoir déménagé en Amérique en 1817. Selon Lewis Winant, la décision du gouvernement américain d'accorder à Shaw 25 000 $ en compensation de l'utilisation de son invention par l'armée était une erreur. Le Congrès a estimé que le brevet de Shaw était le plus ancien au et lui a accordé une grosse somme d'argent sur la base de cette croyance. Les enquêteurs avaient négligé de prendre en compte deux brevets français et l'utilisation antérieure de l'idée en Grande-Bretagne.
Le premier brevet connu au monde qui mentionne spécifiquement une capsule et une cheminé de percussion a été accordé en France le 29 juillet 1818 à François Prélat, quatre ans avant le brevet de Shaw. Cependant, Prelat avais pour habitude de copier les brevets et inventions anglais et le mode de fonctionnement qu'il décrit est défectueux. Mais dans un second temps, un autre brevet français d'une capsule et d'une cheminé à percussion avait été accordé en 1820 à Deboubert. Cependant, avant ces deux brevet français, l'inventeur le plus probable de la capsule à percussion, selon l'historien Sidney James Gooding, était Joseph Egg, vers 1817.
Il y avait d'autres revendications antérieures. Le Col. Peter Hawker en 1830 a, à la fois, affirmé et nié être l'inventeur.
"Je ne veux pas dire que j'en ai été l'inventeur - très probablement pas"
Mais raconte immédiatement qu'il a eu l'idée de simplifier un patch-lock Manton, qui pouvait être gênant, en concevant un agencement de capsule et d'une cheminé vers 1816 lorsque le patch-lock a été breveté. Il dit avoir ensuite présenté un dessin à un Joseph Manton qui s'est montré réticent pour fabriquer quelques arme à capsule en cuivre qui ont ensuite été vendus. Hawker, semble donner à Joseph Manton plus de gloire huit ans plus tard dans l'édition de 1838 de ses "Instructions aux jeunes sportifs", en déclarant catégoriquement que "les tubes et les amorces en cuivre ont totalement été inventés par Joe Manton". Dans les années 1850, Hawker revendiquait à nouveau l'invention pour lui-même dans ses publicités dans la presse.
Malgré de nombreuses années de recherche sur le sujet par Winant, Gooding et De Witt Bailey, le jury ne s'est toujours pas prononcé sur l'origine de ce systéme, car les affirmations concurrentes sont basées sur des témoignages personnels et ont peu ou pas de preuves matérielle et irréfutable, vérifiables de manière indépendante.
Alors que la capsule percussion en métal était le type de système de mise à feu le plus populaire et le plus utilisé, leur petite taille les rendait difficiles à manipuler sous le stress du combat ou à cheval. En conséquence, plusieurs fabricants ont développé des systèmes alternatifs permettant un amorçage automatique de l'arme. Le "ruban d'amorce Maynard", par exemple, utilisait un rouleau d'amorce en papier un peu comme le pistolet à pétard jouet d'aujourd'hui. L'amorce en bande Maynard a été installée sur certaines armes à feu utilisées au milieu du XIXe siècle et quelques-unes ont été brièvement utilisées pendant la guerre civile américaine (comme le Springfield modèle 1855). D'autres amorces de type disque ou pastille contenaient une réserve de minuscules disques de détonateur au fulminate dans un petit magasin. L'armement du marteau a automatiquement avancé un disque dans la position de tir. Cependant, ces systèmes d'alimentation automatique étaient difficiles à réaliser avec les systèmes de fabrication du début et du milieu du XIXe siècle et généraient plus de problèmes qu'ils n'en résolvaient, en plus de présenté un mauvaise fiabilité et d'être sensible au altération du temps et de la météo. Ils ont été rapidement mis de côté au profit de la capsule à percussion qui, bien que peu maniable dans certaines conditions, pouvait être transporté en quantités suffisantes pour compenser le fait d'en laisser tomber occasionnellement et étais plus fiable, tandis qu'un système d'amorce de bande coincé réduirait plutôt le fusil à un simple gourdin.

## Armes à feu militaires

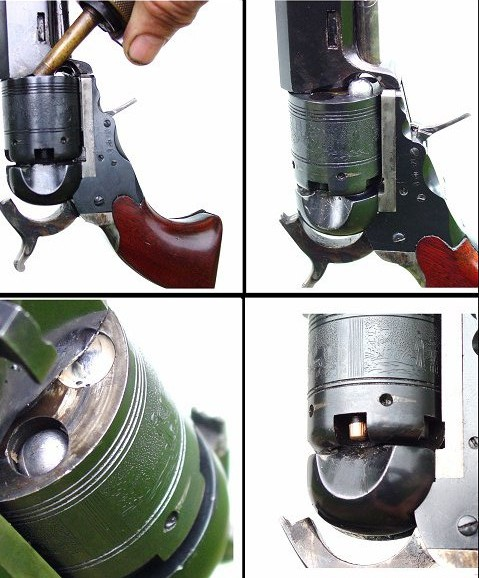
.

Cette invention a été progressivement améliorée et a été utilisée, d'abord avec une capsule faite en acier, puis faite de cuivre, par divers armuriers et particuliers dans un premier temps avant de se généraliser parmi les armées du monde près de trente ans plus tard. La modification des fusils à silex militaires en arme à percussion pouvait se faire simplement, en remplaçant le bassinet à poudre et la batterie en acier par une cheminée et en remplaçant le marteau qui tenait le silex par un marteau plus petit, avec un creux conçu pour s'adapter autour de la cheminée lorsqu'il est relâché par la queue de détente (ceci dans le but de percuter la capsule mais aussi de protéger la cheminée en dehors des combats). Sur la cheminé était placée la capsule de cuivre contenant la composition détonante de Shaw composée de chlorate de potasse, de fulminate de mercure et une poudre de verre. Le creux du marteau contenait les fragments de la capsule s'il y avait une rupture de cette dernière, réduisant ainsi le risque de blessure aux yeux du tireur car le système de percussion était relativement proche du visage du tireur. À partir des années 1820, les armées des plus grandes nations telles que Grande-Bretagne, France, Russie et Amérique ont commencé à convertir leurs mousquets au nouveau système de percussion. Les caplocks se sont généralisés pour les mousquets militaires britanniques (le Brown Bess ) en 1842, un quart de siècle après l'invention de la capsule à percussion et après un test gouvernemental élaboré à Woolwich en 1834. Du côté des États-Unis, la première arme à feu à percussion produite pour l'armée américaine était la version carabine à percussion (vers 1833) du fusil M1819 Hall. Les fusils Caplock Hall à chargement par la culasse des Américains, les mousquets rayés à chargement par la bouche et les revolvers Colt Dragoon leur donnaient un avantage sur les mousquets Brown Bess à silex à âme lisse utilisés par les troupes de Santa Anna pendant la guerre du Mexique. Au Japon, les pistolets à mèche et les mousquets ont été convertis en percussion à partir des années 1850, et de nouveaux pistolets basés sur des conceptions existantes ont été fabriqués avec ce nouveau système.
Les Autrichiens ont plutôt utilisé une variante de la culasse à tube de Manton dans leur mousquet Augustin dans un premier temps, jusqu'à ce que le fusil à percussion conventionnel Lorenz soit introduit en 1855 comme arme réglementaire de l'armée autrichienne. La première solution pratique au problème de la manipulation des amorces à percussion durant le combat sera le fusil prussien 1841 (Fusil à aiguille Dreyse), qui utilisait une longue aiguille pour pénétrer dans une cartouche en papier, introduite par la culasse, remplie de poudre noire et frapper l'amorce à percussion qui était fixée à la base de la balle. Bien qu'il ait eu un certain nombre de problèmes, il a été largement utilisé par les Prussiens et d'autres États allemands au milieu du XIXe siècle et a été un facteur majeur de la victoire lors de la guerre austro-prussienne de 1866. Le fusil à aiguille tirait à l'origine des cartouches en papier contenant une balle, une charge de poudre et une capsule à percussion intégrée à l'intérieur de la cartouche en papier, mais au moment de la guerre franco-prussienne, cela avait évolué pour devenir des munitions en laiton modernes.

## Évolution ultérieure des armes à feu
La culasse à percussion a permis par la suite l'invention et le développement de la cartouche moderne qui à rendu possible l'adoption générale des armes à chargement par la culasse pour toutes les variétés de carabines, fusils de chasse et pistolets. Après la guerre civile américaine, la Grande-Bretagne, la France et l'Amérique ont commencé à convertir leurs arme à percussion existantes pour accepter les cartouches à percussion annulaire et centrale en laiton. Pour les mousquets tels que l'Enfield 1853 et le Springfield 1861, cela impliquait l'installation d'un percuteur à la place de la cheminé et d'une trappe dans la culasse pour y insérer les nouvelles balles. Les exemples incluent les conversions Trapdoor Springfield, Tabatière, Westley Richards et Snider-Enfield. L'armée britannique a utilisé Snider Enfields en même temps que le fusil Martini – Henry jusqu'à ce que le fusil à répétition Lee – Metford à verrou .303 soit introduit dans les années 1880. Plus tard, les surplus militaires Sniders ont été achetés dans les colonies comme armes de chasse et défensives par des colons britanniques et des indigènes locaux de confiance,.
Les revolvers avec le système à percussion tels que le Colt Navy et les Remington ont également été largement convertis à la fin du XIXe siècle, en remplaçant le barillet existant et le chien par un barillet sans cheminé conçu pour les munitions métalliques modernes. Ceux-ci ont été largement utilisés par les Turcs dans la guerre russo-turque, la cavalerie américaine pendant les guerres indiennes, ainsi que par les tireurs, les hommes de loi et les hors-la-loi du vieil ouest américain.
On peut souvent observer ce genre de revolver dans les films de western.
Entre les années 1840 et 1850, la capsule a été intégrée pour la première fois dans une cartouche métallique, où la balle est sertie dans la douille elle-même. Le boîtier est rempli de poudre à canon (d'abord poudre noire puis poudre sans fumée par la suite) et une amorce se trouve à la base de la cartouche. Dans les années 1860 et 1870, les cartouches métalliques à chargement par la culasse avaient rendu obsolète le système à percussion.
De nos jours, les armes à feu à percussion de reproduction sont populaires pour les tireurs ou les collectionneurs car elles sont souvent plus simple à se procurer d'un point de vue légal. Les capsules à percussion sont toujours disponibles (bien que certains chargeurs par la bouche modernes utilisent directement des amorces à cartouche au lieu des capsule). La plupart des amorces à percussion utilisent maintenant des composés non corrosifs tels que le styphnate de plomb.

## Autres utilisations
Les capsules à percussion sont utilisées dans d'autres systèmes et mécanismes : les grenades, les grenades propulsées par fusée et les fusées éclairantes de sauvetage. Les amorces à percussion sont également utilisées dans le mines terrestres, les dispositifs de mise à feu de pièges et les dispositifs anti-manipulation. La plupart des dispositifs de tir de pièges militaires spécialement conçus contiennent une forme de percuteur à ressort conçu pour frapper une capsule à percussion reliée à un détonateur à une extrémité. Le détonateur est inséré dans une charge explosive, par exemple un pain de C-4 ou un pain de TNT. Le déclenchement du piège (par exemple, en tirant sur un fil de déclenchement) libère le percuteur armé qui bascule vers l'avant pour frapper la capsule la tirant ainsi que le détonateur attaché ; l'onde de choc du détonateur déclenche ensuite la charge explosive principale.

## Citations
1. 1 2 3 4 5 6 7  Sam Fadala, The Complete Black powder Handbook, Iola, Wisconsin, Gun Digest Books, 17 novembre 2006, 159–161 p. (ISBN 0-89689-390-1, lire en ligne).
2. ↑  (en) Wisniak, « Edward Charles Howard. Explosives, meteorites, and sugar », Educación Química, Universidad Nacional Autonoma de Mexico, vol. 23, no 2,‎ 2012, p. 230–239 (ISSN 0187-893X, DOI 10.1016/s0187-893x(17)30114-3)
3. ↑  Howard, Edward (1800) "On a New Fulminating Mercury," Philosophical Transactions of the Royal Society of London 90 (1): 204–238.
4. ↑  Edward Charles Howard at National Portrait Gallery
5. ↑  Percussion lock
6. ↑  Samuel Parkes, The chemical catechism : with notes, illustrations, and experiments, New York : Collins and Co., 1818, page 494 (page 494 online, see “LVI. A New Kind of Gunpowder.”)
7. ↑  Sam Fadala, The Complete Blackpowder Handbook, Krause Publications, 2006 (ISBN 978-0-89689-390-0, lire en ligne), p. 158
8. ↑  « Joshua Shaw » [archive du 18 février 2012] (consulté le 5 novembre 2018)
9. ↑  (en) Martin J. Dougherty, Pistols and Revolvers: From 1400 to the present day, Amber Books Ltd, 2017 (ISBN 978-1-78274-266-1, lire en ligne), p. 53
10. ↑  « Early Percussion Firearms », Spring Books, 25 octobre 2015
11. ↑  (en) « Canadian Journal of Arms Collecting, Vol. 36, No. 3 »(Archive.org • Wikiwix • Archive.is • Google • Que faire ?), Arms Collecting Publications, Inc., 13 mai 2017.
12. ↑  (en) Hawker, « Instructions to Young Sportsmen 6th edition (1830) », 1830 (consulté le 3 juillet 2021)
13. ↑  « Hawker Ad - Inventor of the Copper Cap », Hampshire Chronicle,‎ 30 novembre 1850
14. ↑  « Met Museum », Met Museum (consulté le 5 novembre 2018)
15. ↑  « Kammerbusche » [archive du 25 octobre 2018], Militarygunsofeurope.eu (consulté le 5 novembre 2018)
16. ↑  Dreyse needle gun
17. ↑  « Loading and firing a Snider Enfield », Militaryheritage.com (consulté le 5 novembre 2018)
18. ↑  « Britain's big 577 » (consulté le 5 novembre 2018)
19. ↑  « Colt revolver in the Old West » [archive du 22 avril 2012] (consulté le 5 novembre 2018)